# Турбина, Ника Георгиевна
Ни́ка Гео́ргиевна Турбина́ (при рождении — То́рбина; 17 декабря 1974, Ялта, Крымская область, Украинская ССР, СССР — 11 мая 2002, Москва, Россия) — советская и российская поэтесса, известная стихотворениями, написанными и изданными в детстве.

## Биография
Родилась 17 декабря 1974 года в Ялте. Мать — художница Майя Никаноркина, отец — актёр Георгий Торбин. От отца получила фамилию Торбина, которая позже стала основой её псевдонима. Родители вскоре расстались, Ника выросла в семье матери, с бабушкой Людмилой Карповой и дедом, Анатолием Игнатьевичем Никаноркиным, медиком по образованию, писателем, участником Великой Отечественной войны и другом Александра Твардовского. На тот момент была единственным ребёнком. Семья была тесно связана с искусством, Нике с детства читали стихи, в особенности большое влияние на неё оказали стихи знакомого её матери Андрея Вознесенского. Существовал слух, будто он и есть настоящий отец Ники, однако и свидетельство о рождении, и воспоминания знакомых это опровергают. Майя тоже писала стихи, хотя нигде их не публиковала.
С раннего детства страдала астмой и, по свидетельству родных, часто не спала ночами. С четырёх лет, во время бессонницы, просила записывать мать и бабушку стихи, которые, по её словам в пересказе родных, ей говорил Бог. Сама она писать тогда ещё не умела (а позже писала с серьёзными грамматическими ошибками).
В 1981 году бабушка Ники показала её стихи известному писателю Юлиану Семёнову, который сначала не поверил, что их написал ребёнок. По рекомендации Семёнова их напечатала газета «Комсомольская правда». Тогда же мать придумала ей литературный псевдоним «Ника Турбина». В дальнейшем в разных документах фигурировала то одна, то другая фамилия, пока при получении паспорта Ника не взяла фамилию «Турбина» официально.
В 1983 году, когда Турбиной исполнилось 9 лет, в Москве вышел первый сборник её стихов «Черновик». Книга была впоследствии переведена на 12 языков. Предисловие к ней написал Евгений Евтушенко. Благодаря его поддержке Турбина вошла в литературные круги Москвы и в 10 лет смогла принять участие в международном поэтическом фестивале «Поэты и Земля» (в рамках Венецианского биеннале). Там ей был присуждён приз «Золотой лев».
В 1983 году Евтушенко хотел снять Турбину в фильме «Детский сад», но из-за её болезни в этой роли снялась другая девочка, прочитавшая в картине стихотворение Турбиной «Сорок первый год». Тогда же он написал стихотворение о Турбиной:
Дети — тайные взрослые. Это их мучит.

Дети тайные — мы.

Недостаточно взрослые мы, потому что

быть боимся детьми.

На перроне, в нестёртых следах Пастернака

оставляя свой след,

ты вздохнула, как будто бы внутрь простонала,

восьмилетний поэт.
В 1985 году, когда Турбиной было 11 лет, Майя переехала в Москву, во второй раз вышла замуж и родила вторую дочь — Марию. Ника Турбина написала по этому поводу: «…Только, слышишь, не бросай меня одну. Превратятся все стихи мои в беду». Позже Ника Турбина также была перевезена в Москву, где посещала школу № 710. По собственным воспоминаниям, училась она плохо и часто бунтовала против учителей.
В 1987 году Турбина побывала в США, где встречалась с Иосифом Бродским — об этом известно лишь со слов бабушки, которая трижды рассказывала эту историю по-разному. Между тем американские врачи заявили бабушке, что при такой нагрузке ребёнку необходимы консультации психолога.
В 1989 году в возрасте 15 лет Турбина сыграла в художественном фильме режиссёра Аян Шахмалиевой «Это было у моря». Публично свои стихи к тому времени уже не читала, однако какое-то время продолжала писать. Её второй и последний сборник, «Ступеньки вверх, ступеньки вниз…», вышел в 1990 году при поддержке Детского фонда, от которого она также получала именную стипендию. К тому времени Евгений Евтушенко уже перестал ей покровительствовать и больше не общался с её семьёй — он считал, что мама и бабушка Турбиной пытаются вытянуть из него деньги.

### Дальнейшая жизнь
По её собственным воспоминаниям, Турбина тяжело переживала потерю популярности и интереса публики. По воспоминаниям знакомых, уже в старших классах Турбина начала вести «богемный» образ жизни: выпивала, часто заводила романы, подолгу не жила дома, резала вены. Надеясь воплотить свою мечту стать актрисой, она начала учиться во ВГИКе в мастерской А. Джигарханяна, но через год бросила учёбу, разочаровавшись в ней.
В 1990 году Турбина познакомилась с психиатром Джованни Мастропаоло, который использовал нетрадиционную методику и лечил пациентов с помощью искусства, в том числе использовал её стихи. По его приглашению она уехала в швейцарскую Лозанну и стала с ним фактически сожительствовать, несмотря на разницу в возрасте — ему было 76 лет, а ей — 16. Через год их роман прекратился, и Турбина вернулась в Россию.
По возвращении Турбиной не удавалось найти подходящую работу. В 1994 году она без экзаменов была принята в Московский институт культуры. Курс вела Алёна Галич, дочь Александра Галича, ставшая её любимой преподавательницей и близкой подругой. При том, что на тот момент у Турбиной была ощутимо нарушенная психика, неважная координация и ненадёжная память, первые полгода она проучилась очень хорошо и снова писала стихи. 17 декабря, в день своего 20-летия, Турбина, которая уже не раз «зашивалась», сорвалась. У Алёны Галич хранятся написанные её рукой заявления: «Я, Ника Турбина, даю слово своей преподавательнице Алёне Галич, что больше пить не буду». Но в конце первого курса, незадолго до экзаменов, Турбина уехала в Ялту к Косте, парню, с которым встречалась уже несколько лет. К экзаменам она не вернулась. Восстановиться в институте удалось не сразу и только на заочное отделение. С Костей она рассталась.
В мае 1997 года Турбина впервые упала с большой высоты, но осталась жива. Во время ссоры с другом, пытаясь испугать его, она повисла снаружи на ограждении балкона и сорвалась. Падая, зацепилась за дерево. Была сломана ключица, повреждён позвоночник. Галич договорилась, что Турбина на три месяца ляжет в специальную американскую клинику. Чтобы получить скидки, было собрано большое количество подписей. Но мать Турбиной внезапно увезла её в Ялту, где она попала в психиатрическую больницу — её забрали после буйного припадка, чего раньше с ней не случалось.
В конце 1990-х Турбина подолгу нигде не работала, но участвовала в театральной самодеятельности, писала сценарии для детских представлений. В 2000 году пыталась запустить телевизионный проект о неудавшихся самоубийцах. Свои детские стихи она уже плохо помнила. Вела дневники, местами оформленные как верлибр — подлинность этих дневников находится под сомнением.

### Гибель
Поэтесса погибла, упав с подоконника открытого окна пятого этажа вечером 11 мая 2002 года. Показания свидетелей сходятся на том, что гибель Турбиной была не самоубийством, а несчастным случаем. Алёна Галич добилась, чтобы прах её 27-летней ученицы после кремации был захоронен на Ваганьковском кладбище (открытый колумбарий, секция 72), вопреки желанию матери увезти тело в Ялту.
Многие отмечают, что психика ребёнка не выдержала нагрузок и испытания славой, а затем забвения. Так, Дмитрий Быков пишет:

Алкоголиками, бабниками или даже, чем чёрт не шутит, мошенниками писатели становятся только тогда, когда им не пишется. Это само по себе страшный стресс, и компенсировать его любыми другими занятиями не получается. <…> и то же происходит с молодой поэтессой Никой Турбиной, выпрыгнувшей из окна после десяти лет депрессии, и сколько ещё народу спилось или скурилось, чувствуя иссякание персонального кастальского ключа, — не перечесть.

Мать пережила Нику Турбину на 7 лет и умерла в 2009 году. Бабушка — в 2014 году. После их смертей архив с рукописями и письмами Турбиной был передан Александру Ратнеру, автору её биографии «Тайны жизни Ники Турбиной» («Я не хочу расти…»).

## Оценки творчества
Ещё при жизни Турбина стала неоднозначной фигурой. Возникал вопрос, сама ли Ника писала стихи или с помощью родственников. Даже её покровитель Юлиан Семёнов при первом знакомстве со стихами усомнился в авторстве девочки. В ответ на подобные обвинения Турбина опубликовала стихотворение «Не я пишу свои стихи?» (1982).
Некоторые критики считали стихи Турбиной слабыми и переоценёнными из-за возраста автора. Так, поэт Валентин Берестов считал, что стихи Ники Турбиной — это «взрослые стихи не очень талантливой женщины». Юрий Богомолов в своём интервью «Российской газете» отмечает, что Ника Турбина — феномен звёздной популярности, а не литературы:

…Жила-была девочка на Юге СССР. У неё обнаружился дар писать стихи. Если отвлечься от возраста автора, то нетрудно заметить, что дар девочки Ники был невеликим.

Вместе с тем стихи Турбиной высоко оценивали Юлиан Семёнов, Евгений Евтушенко, Елена Камбурова и многие другие её коллеги по литературному цеху. Многие отмечали артистизм, с которым Турбина читала свои стихотворения. По мнению Александра Ратнера, в её исполнении стихи воспринимаются гораздо лучше, чем в виде текста.
В 2018 году Александр Ратнер, исследователь творчества Турбиной и близкий знакомый её семьи, опубликовал её подробную биографию «Тайны жизни Ники Турбиной», в 2020 году — продолжение, «Ника Турбина и около неё». В ней, проанализировав воспоминания знакомых и сохранившиеся черновики и рукописи, он приходит к выводу, что далеко не все стихи, опубликованные под именем Ники, написаны ею самой. По его мнению, бо́льшая часть стихов или представляет собой соавторство Ники и её матери Майи, дописывавшей заготовки дочери, или написаны Майей полностью и выданы за Никины. Он также пришёл к выводу, что семья Ники эксплуатировала её ради славы и заработка, навредив при этом здоровью и психике ребёнка. При этом версии о самоубийстве Ники и о том, что её настоящим отцом был Вознесенский, книга Ратнера опровергает как мифы. Книга получила премию имени Эрнеста Хемингуэя.

## Награды
- Золотой лев — 1984 год.

## В культуре
Жизни и творчеству Турбиной посвящены документальные фильмы «Три полёта Ники Турбиной» и «Ника Турбина: Последний полёт».
В 2009 году на родине поэтессы, в городе Ялте, на здании городской школы № 12 была установлена мемориальная доска в честь 35-й годовщины со дня рождения Ники Турбиной. С этой инициативой выступила общественная организация «Клуб друзей Ялты», а её автор — художница Инга Бурин. Также в настоящее время руководство организации ведёт с властями Ялты переговоры о создании памятника и музея поэтессы.
В 2020 году психоделический российский панк-проект «Дырокол» посвятил Нике песню «Турбина» (в припеве используется её стихотворение «Благослови меня, строка»).
В 2022 году вышел художественный фильм «Ника» о жизни поэтессы. Роль Ники исполнила Елизавета Янковская, роль Майи — Анна Михалкова. Из-за запрета правообладателей в фильме не использовались стихи Турбиной.

## Произведения
- Ника Турбина Черновик: Первая книга стихов / Предисл. Евг. Евтушенко. — М.: Молодая гвардия, 1984. — 63 с. — Мягкий переплёт, уменьшенный формат. — Тираж 30 000 экз.
- Ника Турбина Ступеньки вверх, ступеньки вниз… / Предисловие А. Д. Лиханова; илл. М. Розова. — М.: Дом, 1991. — 190 с., илл. 2 — издание. Мягкий переплёт, уменьшенный формат. — Тираж 20 000 экз.
- Ника Турбина Ступеньки вверх, ступеньки вниз… — М.: Дом, 1990.
- Ника Турбина Чтобы не забыть: Стихотворения, записки / Составление, предисловие А. Ратнера. — Днепропетровск: Издательство «Монолит», 2004. — 344 с., илл.
- Ника Турбина Стала рисовать свою судьбу: Стихотворения, записки / Составление, предисловие А. Ратнера. — М.: Зебра Е, 2011. — 480 с. — Твёрдый переплёт, обычный формат. — Тираж 1800 экз.